# Munkfors-Ransäters församling
Munkfors-Ransäters församling var en församling i Karlstads stift och omfattade hela Munkfors kommun i Värmlands län. År 2013 uppgick Munkfors-Ransäter i Forshaga-Munkfors församling.

## Administrativ historik
Församlingen bildades  2010, då Ransäters och Munkfors församlingar lades samman. Församlingarna bildade även före sammanläggningen ett gemensamt pastorat som kvarstod till 2013. År 2013 uppgick Munkfors-Ransäter i Forshaga-Munkfors församling.

## Kyrkor
- Munkfors kyrka
- Ransäters kyrka